# Маркиз (кантон)
Маркиз (фр. Marquise) — упраздненный кантон во Франции, регион Нор-Па-де-Кале, департамент Па-де-Кале. Входил в состав округа Булонь-сюр-Мер.
В состав кантона входили коммуны (население по данным Национального института статистики за 2008 г.):
- Амблетез (1 854 чел.)
- Базенган (430 чел.)
- Беврекан (415 чел.)
- Вакенген (236 чел.)
- Виссан (1 051 чел.)
- Вьерр-Эффруа (803 чел.)
- Ландретен-ле-Нор (1 172 чел.)
- Лебренган (315 чел.)
- Лёленген-Берн (413 чел.)
- Маненган-Энн (305 чел.)
- Маркиз (5 104 чел.)
- Одамбер (406 чел.)
- Оденган (582 чел.)
- Одрессель (712 чел.)
- Оффретен (251 чел.)
- Ренксан (2 743 чел.)
- Рети (2 034 чел.)
- Сент-Энглевер (721 чел.)
- Тарденген (167 чел.)
- Ферк (1 878 чел.)
- Эрвеленган (238 чел.)

## Экономика
Структура занятости населения:
- сельское хозяйство — 6,5 %
- промышленность — 19,1 %
- строительство — 9,1 %
- торговля, транспорт и сфера услуг — 33,8 %
- государственные и муниципальные службы — 31,5 %

## Политика
На президентских выборах 2012 г. жители кантона отдали Франсуа Олланду в 1-м туре 30,5 % голосов против 24,7 % у Николя Саркози и 23,7 % у Марин Ле Пен, во 2-м туре в кантоне победил Олланд, получивший 54,0 % голосов (2007 г. 1 тур: Саркози — 30,0 %, Сеголен Руаяль — 29,1 %; 2 тур: Руаяль — 50,6 %). На выборах в Национальное собрание в 2012 г. по 6-му избирательному округу департамента Па-де-Кале они поддержали кандидата Социалистической партии Брижитт Бургиньон, набравшую 31,2 % в 1-м туре и 57,7 % — во 2-м туре. (2007 г. Жак Ланг (СП): 1 тур - 43,4 %, 2 тур - 55,8 %). На региональных выборах 2010 года в 1-м туре победил список социалистов, собравший 35,9 % голосов против 18,9 % у списка «правых»  и 17,8 % у Национального фронта. Во 2-м туре единый «левый список» с участием социалистов, коммунистов и «зелёных» во главе с Президентом регионального совета Нор-Па-де-Кале Даниэлем Першероном получил 51,9 % голосов, «правый» список во главе с сенатором Валери Летар занял второе место с 26,5 %, а Национальный фронт Марин Ле Пен с 21,6 % финишировал третьим.
|  | Кандидат      | Партия                  | % голосов |
|  | ------------- | ----------------------- | --------- |
|  | Мартьял Эрбер | Социалистическая партия | 76,86     |
|  | Мишель Фоссет | Национальный фронт      | 23,14     |